# Либерия
Либе́рия (англ. Liberia [laɪˈbɪəɹɪə]), официально — Респу́блика Либе́рия (англ. Republic of Liberia) — государство в Западной Африке. Граничит со Сьерра-Леоне на западе, Гвинеей на севере, Кот-д’Ивуаром на востоке. Столица — Монровия.
Официальный язык — английский. Денежная единица — либерийский доллар.
Страна пережила государственный переворот 12 апреля 1980 года, период военной диктатуры сержанта Сэмюэля Доу в 1980—1989 годах и последовавшие за этим периодом две гражданские войны: в 1989—1996 и в 1999—2003 годах, которые унесли десятки тысяч жизней и оказали катастрофическое влияние на экономику страны.
По состоянию на 2024 год, ВВП (ППС) на душу населения составлял 1880 долларов. По оценке на 2023 год, уровень безработицы составлял 2,94 % населения.

## Этимология
В 1822 году США, на приобретённых в Африке землях, основали колонию — независимое государство свободнорождённых и отпущенных на свободу афроамериканцев (из числа негритянского населения), и в 1824 году назвали её «Либерия» (от лат. liber — «свободный, независимый»). В 1847 году была провозглашена Республика Либерия.

## История

### Туземные племена 1200—1800

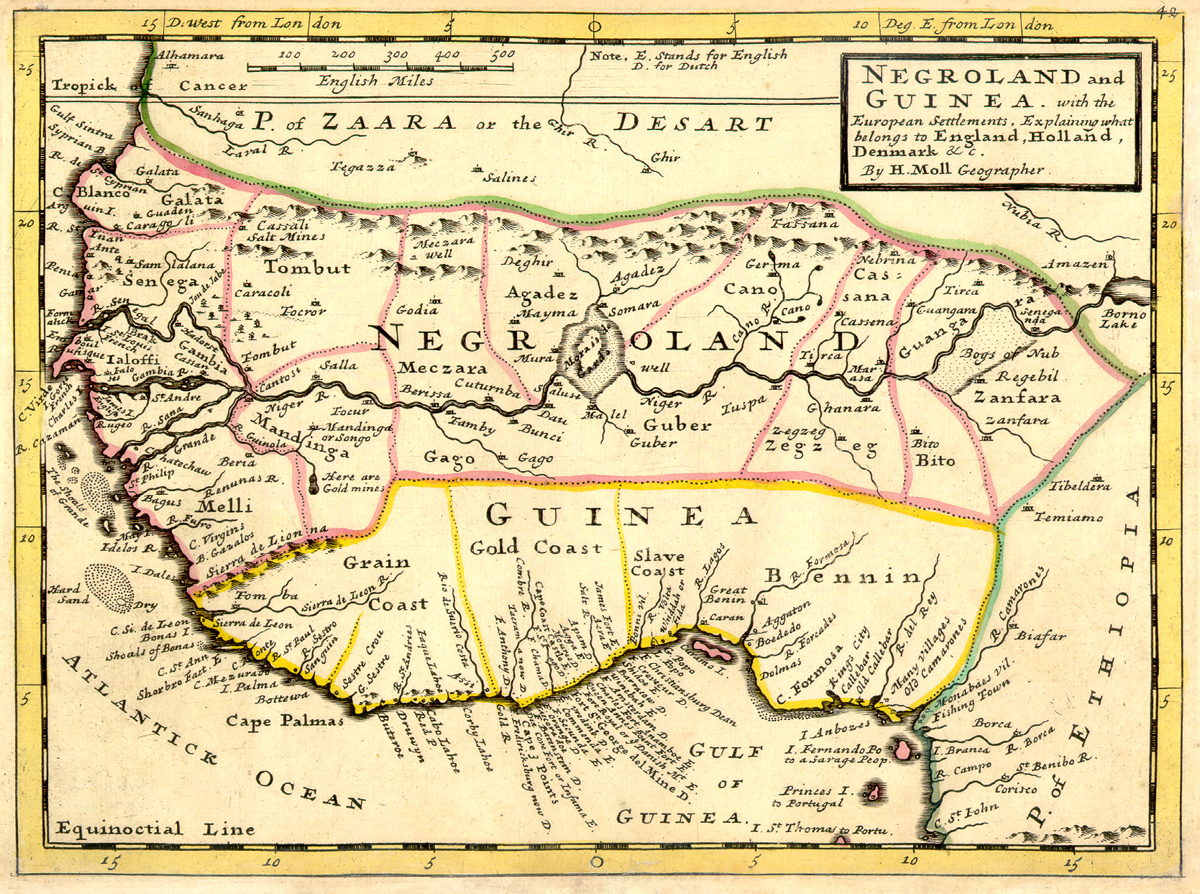
Европейская карта Негроленда и Гвинеи, 1736 г.

Антропологические и археологические исследования показывают, что территория Либерии была заселена как минимум с XII века.
Народы, говорящие на менде, продвигались на запад, заставляя многие небольшие этнические группы перемещаться на юг в сторону Атлантического океана. Деи, басса, кру, гола и кисси были в числе первых переселенцев. Этот приток усилился с началом упадка западно-суданской Империи Мали в 1375 году и Сонгайской империи в 1591 году. Кроме того, внутренние регионы подверглись опустыниванию, и их жители были вынуждены переехать в более влажные прибрежные районы. Эти переселенцы принесли навыки прядения хлопка, ткачества, выплавки чугуна, культивирования риса и сорго, и социально-политические институты из империй Мали и Сонгай.
Вскоре после завоевания региона племенем мане (бывшими воинами Империи Мали), произошла миграция народа ваи в регион Гранд-Кейп-Маунт. Ваи были частью империи Мали, но были вынуждены мигрировать в прибрежные районы, когда империя рухнула в XIV веке. Народы кру противились притоку представителей ваи на их территорию. Альянс мане и кру остановил их продвижение, но ваи остались в области Гранд-Кейп-Маунт (где в настоящее время находится город Робертспорт).
Население литоральной зоны строило каноэ и торговало с другими жителями Западной Африки от Зелёного мыса до территории современной Ганы. Позднее европейские купцы начали торговать с местными жителями, поднимая их каноэ на борт корабля. Изначально кру обменивались с европейцами только товарами, но позже они активно участвовали в африканской работорговле.
Кру покидали свои территории для работы в качестве оплачиваемых рабочих на плантациях и в строительстве. Некоторые из них даже работали на строительстве Суэцкого и Панамского каналов.
Другой этнической группой в регионе были гребо. В результате завоевания мане гребо были вынуждены переселиться на ту часть побережья, которая позже стала Либерией.
Между 1461 годом и концом XVII века португальские, голландские и британские торговцы имели торговые фактории на территории современной Либерии. Португальцы называли этот регион Costa da Pimenta (Перечный Берег), позднее переведённое как Зерновой Берег из-за обилия зёрен мелегетского перца.

### Переселенцы из США
История государственности Либерии начинается с прибытия первых негритянских американских поселенцев — америко-либерийцев, как они себя называли, в Африку — на побережье которой они в 1822 году основали колонию «свободных цветных людей» (free men of color) под покровительством Американского колонизационного общества. По соглашению с вождями местных племён, переселенцы приобрели территории площадью более 13 тыс. км² — за товары общей стоимостью 50 американских долларов.
В 1824 году эта колония получила название Либерия, была принята её конституция. К 1828 году переселенцы захватили всё побережье современной Либерии (протяжённостью около 500 км), а затем также заняли части побережья современных Сьерра-Леоне и Кот-д’Ивуара.
26 июля 1847 года американские поселенцы провозгласили независимость Республики Либерия. Поселенцы воспринимали континент, с которого их предков забрали в рабство, как «землю обетованную», однако не стремились приобщаться к африканскому сообществу. Прибыв в Африку, они называли себя американцами и, как коренными жителями, так и британскими колониальными властями соседней Сьерра-Леоне, считались именно американцами. Символы их государства (флаг, девиз и печать), а также избранная форма правления отражали американское прошлое америко-либерийцев.
Первым президентом Либерии в 1848 году стал Джозеф Робертс.
Религия, обычаи и социокультурные стандарты америко-либерийцев основывались на традициях довоенного американского Юга. Взаимное недоверие и вражда между «американцами» с побережья и «коренными» из глубины континента порождали продолжавшиеся на протяжении всей истории страны попытки (довольно успешные) америко-либерийского меньшинства доминировать над местным негритянским населением, которое они считали варварами и людьми низшего сорта.
Основание Либерии спонсировалось частными американскими группами, главным образом Американским колонизационным обществом, страна также получала неофициальную поддержку от правительства США. Правительство Либерии было смоделировано по подобию американского, и было демократическим по форме, но не всегда по сути. После 1877 года Партия истинных вигов монополизировала власть в стране, и все важные должности принадлежали членам этой партии.
Три проблемы, возникшие перед властями Либерии, — территориальные конфликты с соседними колониальными державами, Британией и Францией, военные действия между поселенцами и местными жителями и угроза финансовой несостоятельности, ставили под сомнение суверенитет страны. Либерия сохранила свою независимость во время колониального раздела Африки, но потеряла в конце XIX — начале XX веков значительную часть захваченной ею ранее территории, которая была аннексирована Британией и Францией. В 1911 году границы Либерии с британскими и французскими колониями были официально установлены по рекам Мано и Кавалли. Экономическое развитие в конце XIX века сдерживалось из-за отсутствия рынков сбыта для либерийских товаров и долговыми обязательствами по целому ряду займов, уплата по которым истощала экономику.
В начале Первой мировой войны Либерия объявила о своём нейтралитете, рассчитывая сохранить торговые отношения с Германией, на которую к 1914 году приходилось более половины внешнеторгового оборота Либерии. Однако в 1917 году Либерия объявляет войну Германии, за что её столица в 1918 году подверглась немецкой бомбардировке.

### Значимые события середины XX века
В 1926 году американские корпорации предоставили Либерии крупный кредит в 5 млн долларов.
В 1930-х годах Либерию обвиняли в соучастии торговле рабами из-за позволения вербовать рабочую силу на территории Либерии для работы на плантациях в Экваториальной Гвинее и Габоне, поскольку завербовавшиеся работники подвергались там жестокому обращению и находились практически на положении рабов. Из-за этих обвинений тогдашний президент Чарльз Кинг вынужден был уйти в отставку, и Великобритания даже ставила вопрос об установлении опеки над Либерией. Комиссия Лиги Наций подтвердила основные пункты обвинений.
После начала Второй мировой войны Либерия опять провозгласила нейтралитет, но её территория использовалась для переброски американских войск в Северную Африку. В 1944 году Либерия официально объявила войну Германии.
После Второй мировой войны США предоставляли кредиты Либерии, и вскоре Либерия стала крупным экспортёром каучука и железной руды. В 1971 пробывший на этом посту пять сроков президент Уильям Табмен умер, его место занял 19 лет до того пробывший в статусе вице-президента Уильям Толберт. Продолжая внешнюю политику своего предшественника, Толберт поддерживал тесные связи с США, но в то же время стремился повысить роль Либерии в африканских делах, выступал против апартеида, попутно улучшая отношения с социалистическими странами. Его экономические реформы привели к некоторым позитивным последствиям, однако коррупция и неэффективное управление нивелировали их. В 1970-е годы сложилась политическая оппозиция Толберту, а ухудшение экономического положения влекло повышение социальной напряжённости. Росли цены, и это привело к многочисленным «рисовым бунтам». Самый крупный из них произошёл в апреле 1979 года, тогда президент Толберт приказал открыть огонь по взбунтовавшейся толпе, что в итоге привело к массовым беспорядкам и всеобщей забастовке.

### Переворот Сэмюэля Доу 1980 года
12 апреля 1980 года в Либерии произошёл государственный переворот. Президент Республики Уильям Толберт был убит, его соратники казнены, власть в стране захватил сержант Сэмюэль Доу, представитель племени кран, присвоивший себе генеральское звание. Если сначала смена власти была воспринята гражданами позитивно, то затем постоянные усилия Сэмюэля Доу по укреплению своей власти и продолжающийся экономический спад повлекли падение его популярности и целую серию неудачных попыток военных переворотов. В 1985 году Либерия формально вернулась к гражданскому правлению, на октябрьских выборах официально победил Сэмюэль Доу, который перед этим приписал себе один год, чтобы соответствовать заявленному минимальному возрасту президента 35 лет, и произвёл широкие подтасовки и фальсификации; однако по независимым опросам, победил кандидат от оппозиции, получивший около 80 % голосов. 12 ноября 1985 года произошла неудачная попытка переворота, использованная президентом как повод для разгрома всех несогласных. В ходе последовавших репрессий погибло около 1,5 тысячи человек, главным образом, гражданских лиц.
Уже 3 мая 1986 года в выступлении по телевидению С. Доу заявил, что экономика страны на грани краха. Для «совместного принятия решений» в ключевые министерства и финансовые организации были приглашены представители США.
Доу в сентябре 1990 года был убит полевым командиром Принсом Джонсоном, который привёз его в одно из зданий крупнейшего в Западной Африке порта (Freeport), а затем зверски убил — ему сначала сломали руки, затем кастрировали, отрезали ухо и заставили его съесть, а потом убили, причём при этом велась видеосъёмка, которая потом была представлена всему миру (в 2007 году Джонсон получил пост сенатора в правительстве Эллен Джонсон-Серлиф — первой женщины-президента в Африке, а в 2011 неудачно баллотировался на пост президента страны, получив всего около 12 % голосов).

### Гражданские войны 1989—2003 годов
В начале 90-х в стране происходил крупномасштабный конфликт, в котором участвовали несколько фракций, разделившихся по этническому принципу. В конфликт были вовлечены соседние государства, по разным причинам поддерживавшие различные группы; в частности, на первом этапе войны группировку Чарльза Тейлора поддерживали из ближних стран Буркина-Фасо и Кот-д’Ивуар, из удалённых стран Того и Ливия. Как следствие, страны-оппоненты указанных государств поддерживали противников Тейлора. Для соседней Сьерра-Леоне это привело к началу гражданской войны на её территории, к чему Тейлор приложил значительные усилия, де факто став отцом-основателем Объединённого революционного фронта. Военные действия велись с большой жестокостью, в массовом порядке применялись пытки. По самым скромным подсчётам, война повлекла переход более чем полумиллиона беженцев в соседние страны. Итогом первого раунда стало подписание мирного соглашения и выборы президента Республики в 1997 году, которые выиграл Чарльз Тейлор. Мировое сообщество предпочло проигнорировать произведённые на выборах подтасовки и массированное насилие по отношению к оппозиции.
После проведения выборов противники Чарльза Тейлора организовали маломасштабную повстанческую войну, несколько раз вторгались на территорию Либерии из сопредельных стран. В 2002 году при активной помощи и поддержке гвинейского президента Лансаны Конте было создано крупное оппозиционное движение ЛУРД, которое после полуторалетней военной кампании сумело низложить Тейлора и изгнать его из страны.

### Переходное правительство и выборы
На президентских выборах, прошедших в 2005 году, фаворитом считался известный футболист Джордж Веа, выигравший первый раунд с незначительным перевесом, однако победу во втором раунде одержала выпускница Гарварда, бывшая сотрудница Всемирного банка и многих других международных финансовых институтов, министр финансов в правительстве Чарльза Тейлора — Элен Джонсон-Серлиф.

### Президентство Элен Джонсон-Серлиф
Официально объявлено о её победе на выборах было 23 ноября 2005 года. Она является первой женщиной-президентом африканской страны.
Бывшая министр финансов Либерии Эллен Джонсон-Серлиф одержала победу на выборах президента страны. Согласно результатам, оглашённым 23 ноября избирательной комиссией, во втором туре президентских выборов она получила 59,4 процента голосов.

### ЭкстрадицияЧарльза Тейлораи процесс над ним
4 декабря 2003 года Интерпол выдал ордер на арест Чарльза Тейлора по обвинению в преступлениях против человечности и нарушении Женевской Конвенции 1949 года. Его имя было помещено в список самых разыскиваемых преступников. Нигерия, где в это время находился Чарльз Тейлор, отказалась подчиниться, но согласилась передать его Либерии в случае получения запроса от президента страны. 17 марта 2006 года такой запрос был получен. 25 марта Нигерия согласилась лишь освободить его, чтобы он смог предстать перед судом в Сьерра-Леоне. Через три дня Тейлор исчез с морской виллы Калабар (Нигерия), где он содержался в изгнании, но 29 марта он был пойман при попытке пересечения границы с Камеруном на автомобиле с нигерийскими дипломатическими номерами. Оттуда он был доставлен сначала в Либерию, а затем в Сьерра-Леоне, где ему были предъявлены обвинения. Вскоре было достигнуто соглашение о передаче Тейлора Специальному суду по Сьерра-Леоне, 26 апреля 2012 года признавшему Чарльза Тейлора виновным по 11 пунктам обвинения, включавшим преступления против человечности, нарушения Женевской конвенции и других международных законов. 30 мая 2012 он был приговорён к 50 годам тюремного заключения.

## География

Топографическая карта Либерии

### География и ресурсы
Либерия находится на побережье Атлантического океана в Западной Африке. Граничит с тремя государствами — Гвинеей (563 км) — на севере, со Сьерра-Леоне (306 км) на северо-западе и Кот-д'Ивуаром (716 км) — на востоке. Береговая линия составляет 579 км.
Большая часть территории — это прибрежные равнины с невысокими горами, самая высокая точка — гора Маунт-Вутеве высотой 1380 м. Леса занимают 18 % территории.
Климат экваториальный, жаркий, с мая по октябрь идут тропические дожди. Осадков выпадает 5000 мм на побережье и 1500 мм в глубинных районах. Средняя температура примерно +25 °C.
Полезные ископаемые
Недра страны содержат запасы железной руды, алмазов, золота.
Внутренние реки
Главные реки — Мано, Лоффа, Сент-Пол.

### Флора и Фауна
Растительность
Треть территории (юго-запад) покрыта лесами (пальмы, гевея, ценные тропические породы деревьев); на востоке — саванна с акацией и баобабом.
Животный мир
Животный мир Либерии более характерен для Западной Африки из-за наличия ещё сбережённых тропических лесов (которых намного больше чем, например, в Сенегале или Нигере). Тут водятся африканские лесные слоны, карликовые бегемоты, западный шимпанзе, фламинго, крокодилы и другие.
Фауна представлена и крупными млекопитающими (такими, как буйвол) и множеством приматов, тропических птиц и антилоп.

## Население

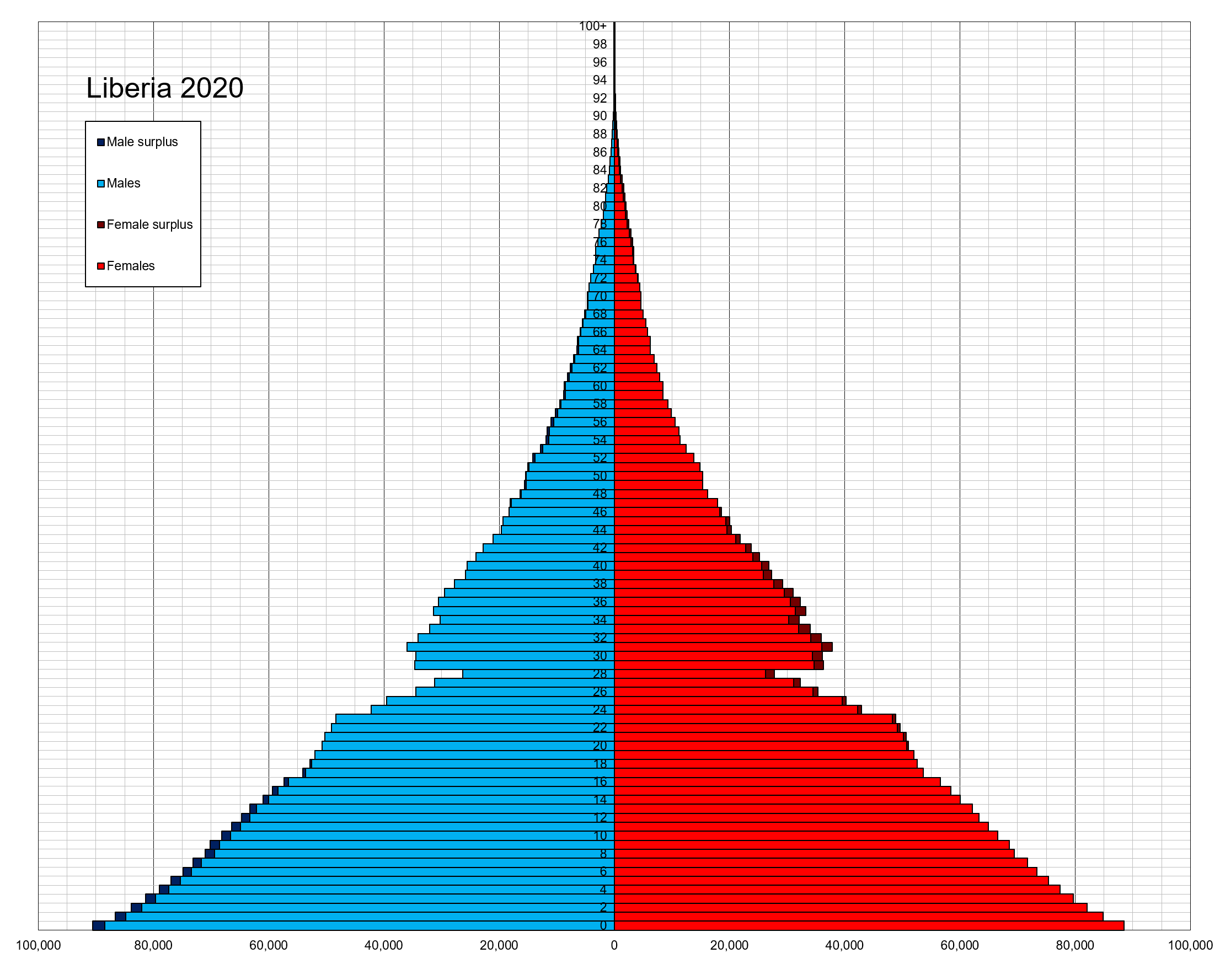
Возрастно-половая пирамида населения Либерии на 2020 год

Численность населения — 5,1 млн (оценка на июль 2020).
Годовой прирост — 2,71 %.
Рождаемость — 38,1 на 1000 (уровень фертильности — 5,24 рождений на женщину).
Смертность — 10,9 на 1000.
Иммиграция (возвращение беженцев) — 0,6 на 1000.
Младенческая смертность — 76,4 умерших на 1000 новорождённых.
Средняя продолжительность жизни — 55 лет для мужчин, 58 лет для женщин.
Заражённость вирусом иммунодефицита (ВИЧ) — 1,7 % (оценка 2007 года).
Городское население — 52,1 % (в 2020).
Этнический состав: негры-аборигены (кпелле, басса, дан и др.) — 95 %, потомки негров из США (америко-либерийцы) — 2,5 %, потомки негров из стран Карибского моря — 2,5 %.
Языки: английский (официальный) — владеют около 20 %, остальные говорят на примерно 20 группах аборигенных языков, в основном, не имеющих письменности.
Грамотность — 73 % мужчин, 41 % женщин (оценка 2003 года).

### Религия
Религии: христиане — 85 %, мусульмане — 12 %, аборигенные культы — 1,5 %, бахаи, индуисты, сикхи, буддисты. При этом половину христиан Либерии составляют приверженцы афро-христианских синкретических течений и сект.
Крупными традиционными христианскими конфессиями являются пятидесятники (свыше 200 тыс.), методисты (181 тыс.) и католики (150 тыс.). С 2003 года в Либерии работает Адвентистский университет Западной Африки.

## Политическая структура
8 ноября 2005 года в стране начались первые после 14-летней гражданской войны президентские выборы. На пост главы государства претендовали бывший футболист Джордж Веа (англ. George Weah) и бывший министр финансов правительства Чарльза Тейлора Эллен Джонсон-Серлиф. За ходом выборов следили несколько тысяч международных наблюдателей, а безопасность обеспечивали около 15 тысяч миротворцев ООН и трёх тысяч либерийских полицейских, набранных на службу неделей ранее. 23 ноября 2005 года Эллен Джонсон-Серлиф одержала победу и стала первой в истории Африки женщиной, избранной на пост главы государства. Согласно опубликованным избирательной комиссией результатам, во втором туре президентских выборов она получила 59,4 % голосов, Джордж Веа получил 40,6 % голосов.
В декабре 2017 года президентом был избран Джордж Веа. В январе 2018 года Джордж Веа вступил в должность президента Либерии.
Согласно Economist Intelligence Unit страна в 2018 была классифицирована по индексу демократии как гибридный режим.

## Экономика
Экономика и инфраструктура Либерии сильно пострадали в результате гражданской войны. Сейчас страна является одним из самых бедных государств мира. ВВП на душу населения в 2008 году — 500 долларов (226-е место в мире, этот показатель ниже только в Бурунди, Демократической республике Конго и Зимбабве). Около 80 % населения живут ниже уровня экономически обоснованной черты бедности.
Традиционно одной из крупнейших статей доходов являются пошлины за использование либерийского флага торговыми судами других государств.
Страна обладает крупными минеральными (большие запасы железной руды, есть россыпи золота, алмазов, редкоземельных элементов), сельскохозяйственными, лесными, гидроэнергетическими ресурсами.
Однако даже до гражданской войны основными экспортными товарами Либерии были сырая древесина и каучук, а также железная руда. На экспорт также производились кофе и какао. Эти товары экспортируются и сейчас (а также алмазы).
В 2017 году экспорт из Либерии составлял 260,6 млн долл., импорт — 1,17 млрд долл.
Основные покупатели либерийских товаров — Германия 36,2 %, Эсватини 14,2 %, ОАЭ 8,8 %, США 6,8 %, Индонезия 4,7 %.
Основные поставщики импорта — Сингапур 29,8 %, Китай 24,4 %, Южная Корея 24,5 %, Япония 9,4 %.
Входит в международную организацию стран АКТ.

## Административное деление
Либерия делится на 15 графств (округов, англ. counties), а те, в свою очередь, на 53 округа (района).

## Общественные движения
1946 году в Либерии было создано Либерийское женское общественно-политическое движение. Движение настаивало на том, чтобы женщинам было разрешено работать в составе присяжных, что было достигнуто в 1949 году, и быть избранными на государственные должности, что было достигнуто в результате поправки к конституции 1951 года.

## СМИ
Государственная телерадиокомпания — LBS (Liberia Broadcasting System — «Либерийская вещательная система»), включает в себя одноимённый телеканал и одноимённую радиостанцию.